# 485

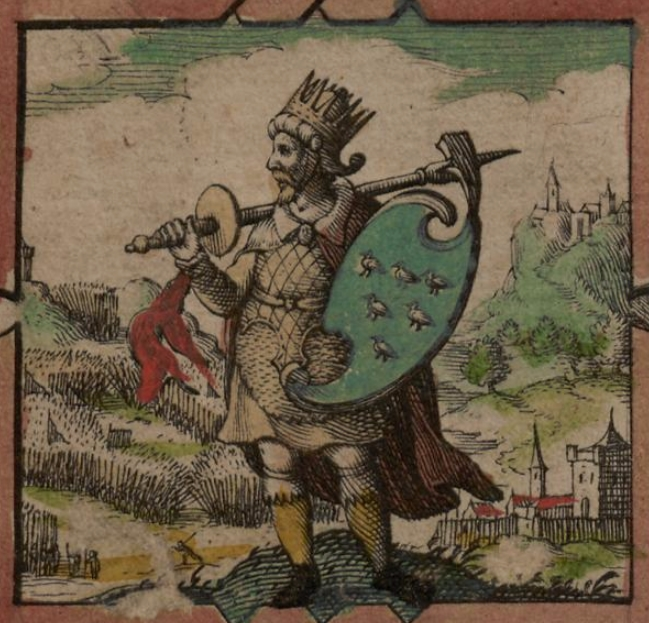
Karikatuur van koning Aelle van Sussex

Het jaar 485 is het 85e jaar in de 5e eeuw volgens de christelijke jaartelling.

## Gebeurtenissen

### Brittannië
- Aelle van Sussex, koning van de Zuid-Saksen, vecht bij Mercredi Burn tegen de Britten. (volgens de Angelsaksische Kroniek)

### Europa
- De Bourgondiërs verspreiden zich rondom de streek Champagne (Ardennen) en hebben handelsbetrekkingen met de Franken.
- De Orde van de Heilige Remigius wordt in Reims door edelen gesticht. (waarschijnlijke datum)
- Eon van Arles wordt gekozen tot aartsbisschop van Arles.

### Japan
- Kenzo (r. 485-487) volgt zijn stiefvader Seinei op als de 23e keizer van Japan.

### China
- Keizer Xiao Wendi introduceert een nieuw landbouwsysteem. De boeren krijgen een eigen stuk land toegewezen en worden verplicht de oogst over te dragen aan de staat.

## Religie
- Petrus de Voller wordt opnieuw benoemd tot patriarch van Antiochië en later in Rome in hetzelfde jaar door een synode van westerse bisschoppen geëxcommuniceerd.

## Geboren
- Keitai, keizer van Japan (overleden 531)
- Theuderik I, koning van de Franken (waarschijnlijke datum)

## Overleden
- Abraham van Clermont, abt en heilige (waarschijnlijke datum)
- 17 april - Proclus (74), Grieks filosoof en wiskundige